# Colline verdoyante
Pour les articles homonymes, voir Bliss.
Colline verdoyante (originellement en anglais Bliss, littéralement « félicité ») est le fond d'écran installé par défaut sur le système d'exploitation Windows XP de Microsoft à partir de 2001. Il consiste en une photographie représentant un véritable paysage d'une colline herbeuse évoquant un gazon, sous un ciel bleu, parsemé de nuages blancs dont l'ombre est portée sur le sol. Il s'agit de l'une des images les plus connues du XXIe siècle, symbole du monde numérique.

## Genèse
Le cliché a été pris en 1996 dans la vallée de Napa, au Nord de San Francisco, en Californie. Son auteur, le photographe américain Charles O'Rear, avait découvert cette vallée viticole en 1978 à l'occasion d'un reportage pour le National Geographic, et avait beaucoup travaillé dessus depuis lors ; il y avait même élu domicile, et il en avait tiré un intérêt pour la viticulture, devenue l'objet de l'essentiel de son travail, notamment dans plusieurs ouvrages.
La colline représentée sur la photographie est située à Sonoma, au 3283, le long de la portion d'autoroute californienne appartenant à la fois à la SR 12 (en) et la SR 121 (en),. O'Rear passait devant presque quotidiennement en voiture, sur le chemin qui le menait de son domicile de Napa, jusqu'à celui de son épouse Daphne, vivant dans le comté de Marin ; il voulait depuis longtemps en prendre un cliché, et avait généralement son matériel photographique avec lui, mais la circulation intense sur cette route l'empêchait de s'arrêter et de travailler en toute sécurité. Cependant, un jour de janvier, alors que la pluie venait de cesser et que le soleil réapparaissait, il s'arrêta malgré tout et la photographia ; il ne put néanmoins s'attarder, et dut se passer de trépied. Il fut obligé de reprendre la route après avoir réalisé seulement quatre clichés.
Le photographe raconta son expérience en ces quelques lignes : « J’ai pris cette photo à une époque de l’année où l’herbe est très verte après la pluie. Ce jour-là, l’herbe était parfaite, le soleil était de sortie. Il n’y avait pas de nuages dans le ciel, mais le temps que je me gare et que j’installe mon appareil, ils étaient là ».
La pellicule employée est une Fujifilm Velvia, qui permet de générer une forte saturation, c'est-à-dire des couleurs éclatantes ; un choix délibéré et constant de la part de Charles O'Rear. Aucun outil de retouche photo n'a été utilisé par la suite,.

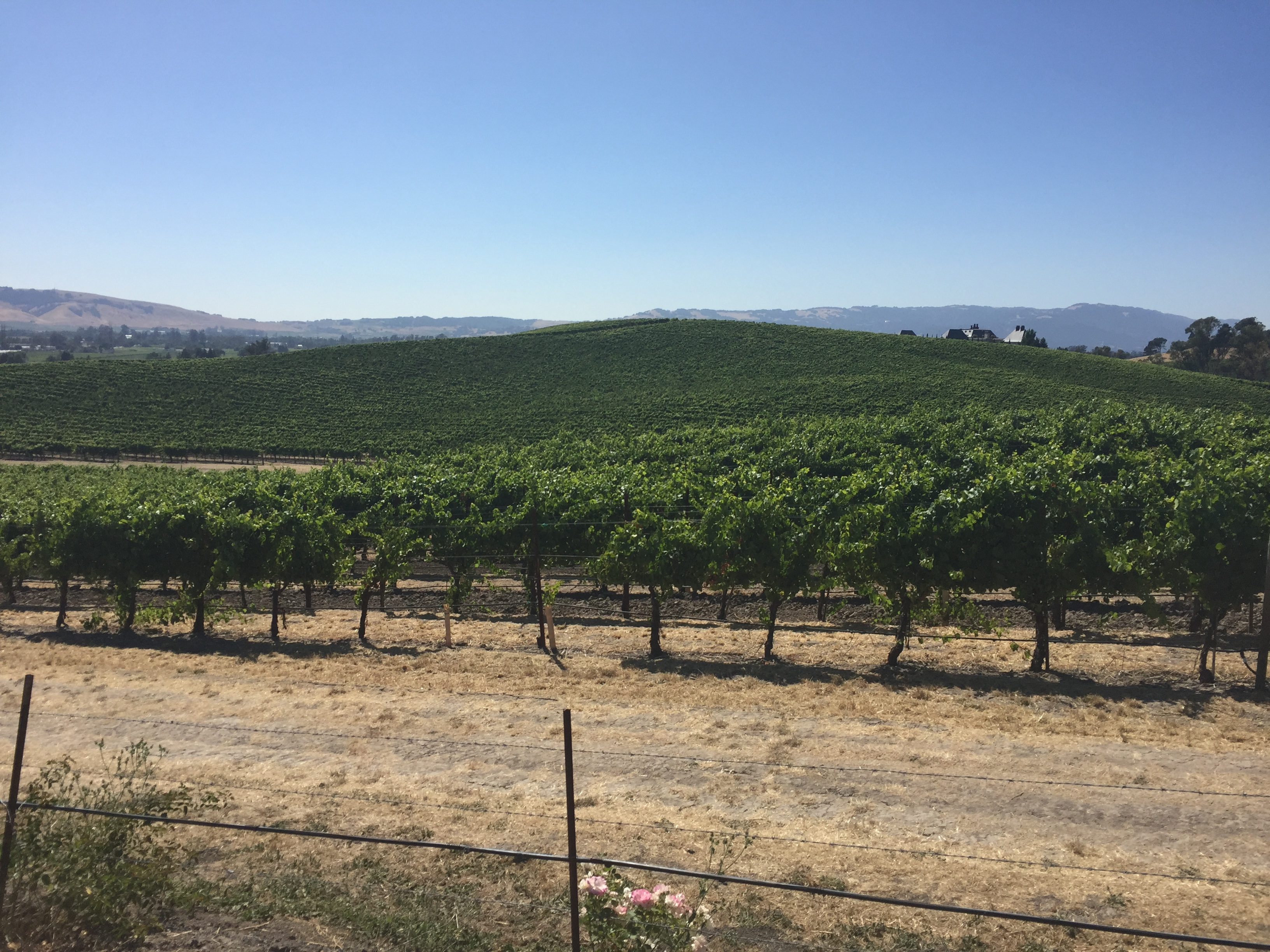
La Colline verdoyante en juillet 2017.

Depuis l'époque de la prise de vue originale, le champ a été planté de vignes. En fait, la colline avait déjà eu une vocation viticole au début des années 1990, mais une épidémie de phylloxéra avait forcé leur arrachage, d'où la prairie à l'époque où la photo a été prise. Des stries horizontales, peu visibles sur la photographie, laissent d'ailleurs supposer une activité de labour antérieure.

## De Corbis à Microsoft
À l'origine, O'Rear n'a pas pris cette photo avec l'intention d'en faire le fond d'écran qu'elle est devenue, mais pour la confier à Corbis, une banque d'images avec laquelle il avait l'habitude de travailler ; c'est Corbis qui en a ensuite revendu les droits à Microsoft ; cette société appartient d'ailleurs à Bill Gates, le fondateur de Microsoft, mais les deux entreprises n'ont pas d'autre rapport. Cette photographie aurait rapporté au photographe 100 000 dollars, un record pour l'époque.
O'Rear relate l'anecdote suivante : une fois l'accord conclu avec Microsoft, il s'est avéré qu'aucun courtier d'assurance n'a voulu assurer le document original pour son envoi par messagerie vers le siège de Microsoft. Finalement, c'est O'Rear lui-même qui l'apporta en personne à l'équipe de design de Microsoft. Microsoft paya son billet d'avion.
Puis, au cours du développement de Windows XP, c'est dans la version 2465 (idx01.010412-2007), sortie pour les testeurs le 26 avril 2001, que Colline verdoyante est apparu pour la première fois comme fond d'écran par défaut, en remplacement de Désert sous la lune (Desert Moon) ; il l'est resté jusqu'à la sortie définitive du système d'exploitation le 25 octobre 2001. Il était cependant déjà présent dès le 23 janvier 2001 dans la version 2419 (idx02.010113-1154), mais pas encore par défaut,.

## Usages par Microsoft
Cette photographie correspond à la charte graphique de Microsoft de l'époque. Le ciel nuageux rappelle les visuels du précédent système d'exploitation Windows 95. Les deux couleurs principales correspondent à celles de Luna, le thème dont le fond d'écran fait partie : le vert de la prairie (pour le bouton du menu démarrer) et le bleu du ciel (pour la barre des tâches, les barres de titre, le contour des fenêtres, et le menu démarrer lorsqu'il est développé). Elle est suffisamment simple pour laisser lisible les icônes et les noms des fichiers sur le bureau. L'image correspond au Format 4/3 des écrans de l'époque.
L'image, avec ses motifs de colline et de ciel, a inspiré la campagne publicitaire Yes you can., organisée pour le lancement de Windows XP en octobre 2001. Notamment dans un spot télévisé représentant un homme courant dans un pré et s'envolant dans un ciel ensoleillé, sur la chanson Ray of Light de Madonna.
D'autre part, Microsoft a élaboré diverses variations sur ce thème. Ainsi, un fond d'écran très similaire, qui diffère cependant par la présence de moutons, a été mis en ligne sur la section néo-zélandaise de son site web. Elle a été prise par un touriste à Oamaru, dans le nord de l'Otago, et envoyée par Jeroen Jordens, un ingénieur travaillant pour Morcomm Systems (un revendeur local de Microsoft), dont l'équipe a fait le rapprochement avec l'original.
Microsoft a aussi adapté le fond d'écran sous la forme d'un écran de veille, qui met les nuages en mouvement dans le ciel.
Dans l'édition Media Center de Windows XP, le thème par défaut, dénommé Energy Blue ou Royale, utilise un fond d'écran dont le nom, Energy Bliss, et l'aspect, comme l'indique la référence mentionnée dans son design patent, sont inspirés de Colline verdoyante, mais qui a été généré en images de synthèse. De plus une visualisation pour la version 10 de Windows Media Player, également intitulée Energy Bliss, a été développée ; elle met en scène des nuages en mouvement dans un ciel bleu.
Dans Vista, la version de Windows succédant à XP, différents fonds d'écran s'inspirant de Colline verdoyante ont été utilisés au cours des premières phases du développement, avant d'être finalement abandonnés au profit d'une image moins figurative, intitulé Aurora, et supposée représenter une aurore boréale de manière stylisée.

## Popularité
Partant du principe que Windows XP est le système d'exploitation qui a été le plus vendu (400 millions de copies en 2006), et que cette image est affichée au moins une fois pour chaque copie (lorsque le système d'exploitation est utilisé pour la première fois après l'installation), certains avancent qu'il s'agit de l'image qui a été la plus largement diffusée au monde, ou du moins le plus gros succès issu d'une banque d'images.
La société Microsoft affirme qu'elle a été vue par plus d'un milliard d'individus. O'Rear concède d'ailleurs que, malgré toutes les autres photographies qu'il a prises pour le National Geographic, c'est probablement pour la Colline verdoyante qu'on se souviendra le plus de lui : « N'importe qui maintenant, à partir de 15 ans et pour le reste de sa vie, se souviendra de cette photographie ».

## Analyse

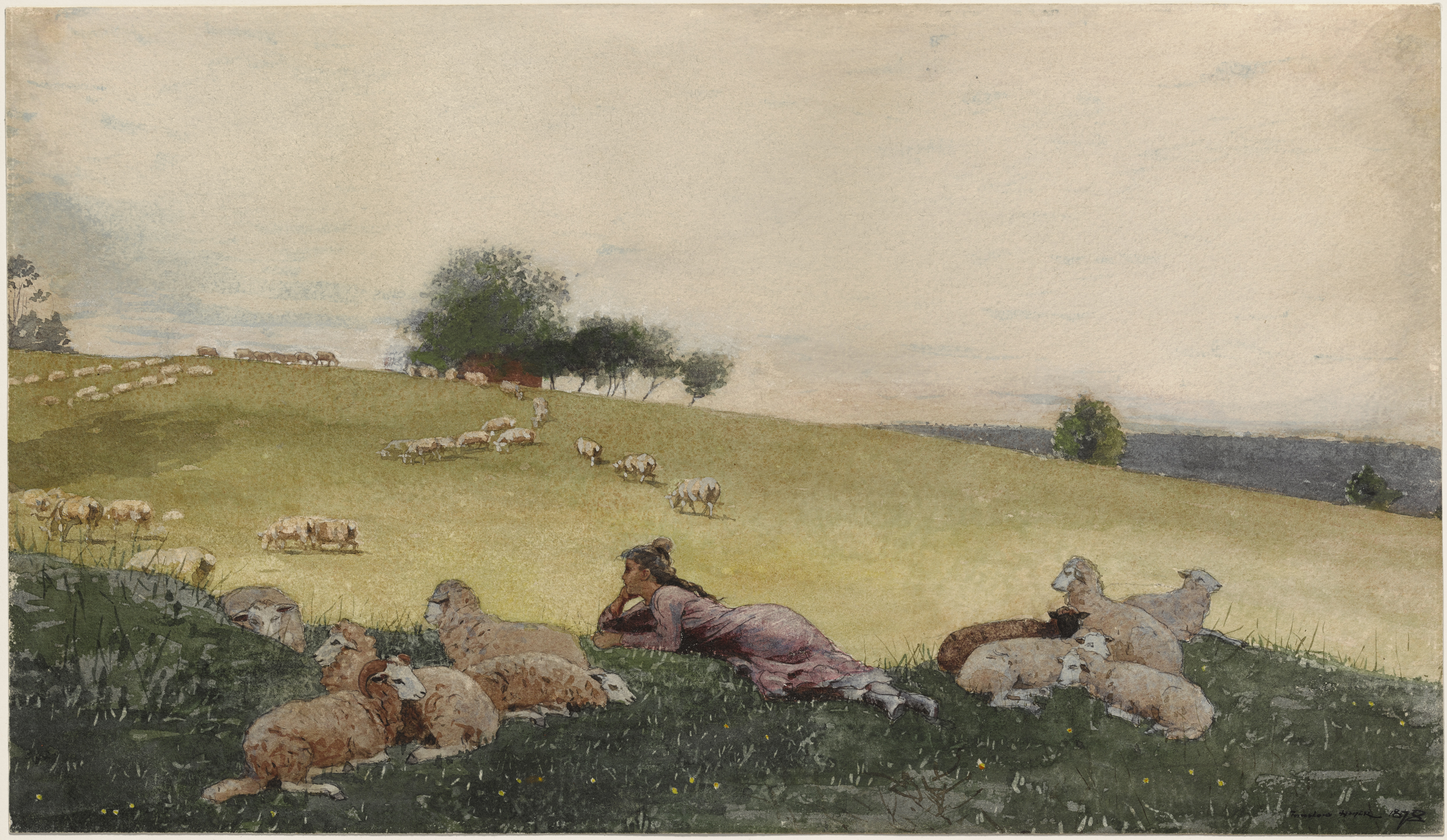
Tableau de Winslow Homer intitulé Shepherdess of Houghton Farm (« La bergère de la ferme Houghton »), 1878. Il a pour point commun avec la Colline verdoyante, sa prairie prépondérante dans l'image et sa perspective. Leur différence fondamentale se situe dans la représentation de la vie végétale et animale : diversifiée dans l'une, aseptisée et uniformisée dans l'autre.

Cette photographie est considérée comme l'archétype moderne de la représentation picturale du paysage. En ayant choisi cette image, Microsoft affirme avoir voulu apporter du bonheur à ses utilisateurs, c'est pourquoi elle a été nommée Bliss (« félicité »). Charles O'Rear déclare que cette photographie l'apaise et le détend.
Les couleurs et la composition de cette photographie donnent une impression plus onirique que de réalité, alors qu'elle n'a pas été retouchée par des outils de retouche photo. Seule une montagne, peu visible à droite, rappelle que le paysage continue au delà du cadre. Coupée en deux dans son milieu et partagée à égalité, elle n'obéit pas à la règle traditionnelle des tiers, une composition photographique partageant l'image en trois zones afin de mettre en valeur un sujet. D'ailleurs, elle ne propose aucun élément identifiable, ce qui en fait une image universelle.
Selon David Clark, du magazine britannique Amateur Photographer, « les critiques pourraient soutenir que l'image est fade et manque d'un point d'intérêt, tandis que les partisans diraient que son évocation d'une journée claire et lumineuse dans un beau paysage est elle-même le sujet ». Il note que la « qualité onirique » créée par la lumière filtrée du soleil sur la colline distingue l'image. Il justifie le choix de Microsoft car il la trouve « attrayante, facile à regarder, [qu'elle] ne détourne pas l'attention d'autres éléments qui pourraient se trouver sur l'écran », est « inhabituellement invitante d'un paysage verdoyant et qu'elle favorise un sentiment de bien-être chez les utilisateurs d'ordinateurs attachés à leur bureau ».
Pour l'historienne de l'art Estelle Zhong Mengual, cette image est représentative du rapport lointain qu'entretient l'Occident avec la Nature. Les couleurs sont celles qu'appliquerait sans nuances un enfant, l'herbe verte et le ciel bleu ; chacune n'en représente plus que l'idée type. Ce paysage lui apparaît dès lors angoissant car caractéristique d'un milieu uniformisé, homogène et sans vie animale ou végétale. Par là même, la Colline verdoyante raconte l'incapacité des occidentaux à analyser la santé d'un milieu naturel et à en comprendre la profondeur. Ces paysages inertes et aseptisés sont typiques des fonds d'écran.

## Postérité

### ExpositionAfter Microsoft
En novembre 2006, la collaboration artistique de Goldin et Senneby a revisité la vallée de Napa et a rephotographié la colline en tentant de retrouver le même cadrage que celui utilisé quelques années plus tôt. Leur œuvre, After Microsoft (littéralement « Après Microsoft ») a été exposée pour la première fois du 5 avril 2007 au 4 mai 2007 lors de l'exposition Paris was Yesterday à la galerie parisienne La Vitrine de l'ENSAPC,, puis du 18 janvier 2008 au 16 février 2008 lors de l'exposition Looks Conceptual à la Galeria Vermelho de São Paulo, et du 28 mars 2008 au 20 avril 2008 lors de l'exposition MyComputer à la galerie 300 m3 de Göteborg. L'exposition consiste en une projection de la photographie issue de leur travail, accompagnée d'une voix off racontant l'histoire de l'image originale.

### Inspirations et parodies

La Colline verdoyante simplifiée.

Ce fond d'écran a fait l'objet d'un grand nombre de parodies, en particulier de la part des détracteurs de Microsoft, mettant notamment en scène Tux (la mascotte de Linux)[réf. nécessaire], ou encore les personnages de la série télévisée pour enfants Les Télétubbies[réf. nécessaire], au décor de laquelle il est comparé.
De par sa notoriété, Colline verdoyante a inspiré divers artistes contemporains comme Robertas Narkus en Lituanie ou encore Sébastien Mettraux en Suisse qui a photographié en 2006 la Colline des Taupes, située aux Esserts-de-Rive, au Lieu dans la vallée de Joux, qui serait, selon une rumeur locale, le lieu figurant sur le fond d'écran de Windows XP,.
Le groupe de musique Salut c'est cool a écrit un morceau s'intitulant Fond d'écran faisant plusieurs références explicites à Colline verdoyante. Ce morceau se trouve dans leur troisième album Lot de fichiers, sorti en 2013.